# Arquivo Público do Estado do Espírito Santo

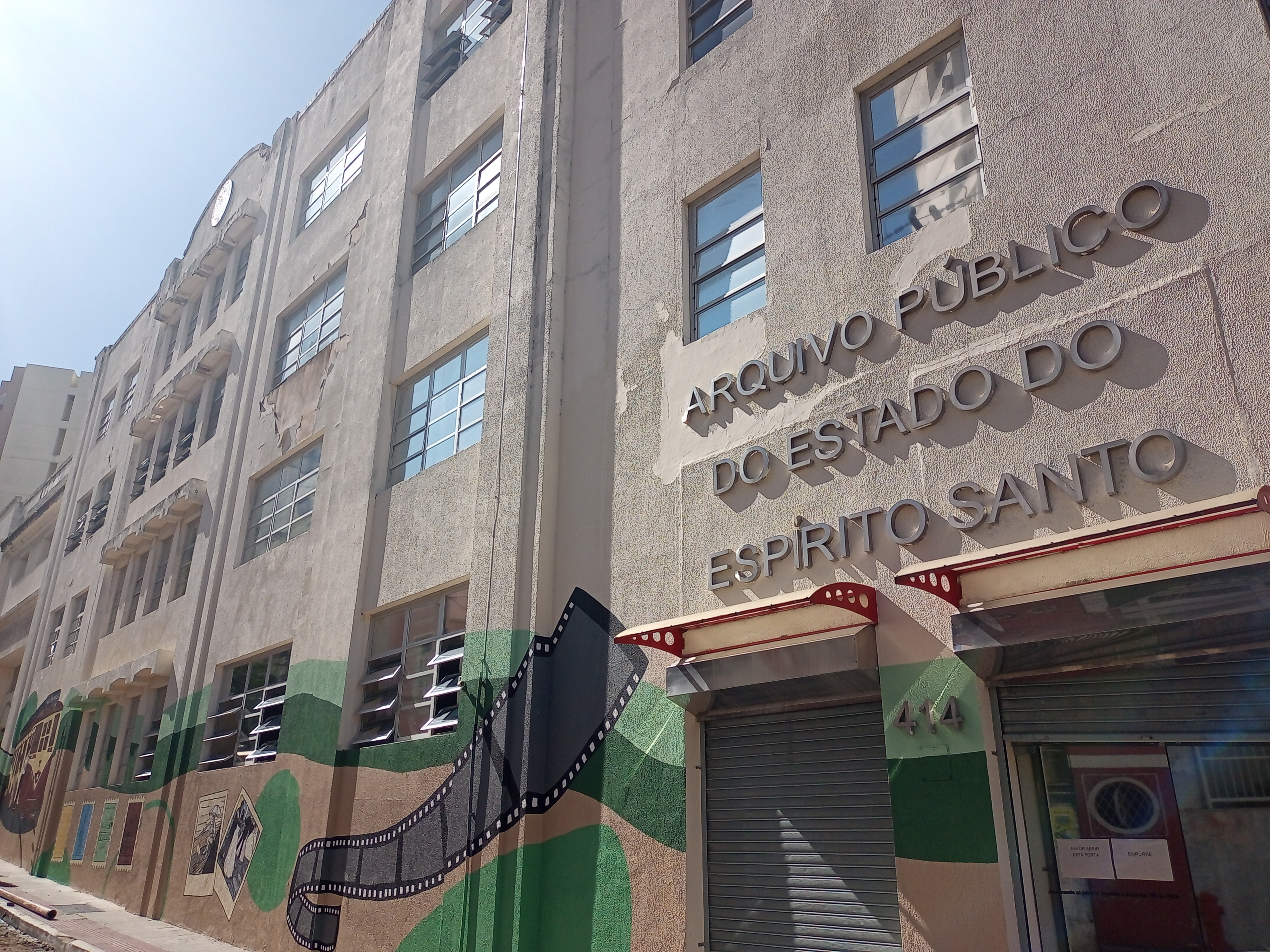
Edíficio atual do Arquivo Público do Estado do Espírito Santo

O Arquivo Público do Estado do Espírito Santo (APEES) é um arquivo localizado em Vitória. Está vinculado à Secretaria de Estado da Cultura (SECULT).

## História
O arquivo foi fundado em 18 de julho de 1908, pelo Decreto nº 135, assinado por Jerônimo de Souza Monteiro. O nome original da instituição era Archivo Público Espírito-Santense.
No decreto de fundação, foi indicado que o objetivo do APEES era centralizar livros e documentos de interesse público, normalmente distribuídos em várias instituições. Com isso, esperava-se conservar registro das práticas administrativas e da história pública.
A partir do Decreto nº 365, datado de 19 de junho de 1909, o APEES passou a ser vinculado ao Departamento do Interior e lhe foi conferido mais recursos, visto que Souza Monteiro conferia especial atenção ao registro documental.

## O Edifício atual
No dia 15 de janeiro de 2008, todo o acervo do Arquivo Público, que ficava antes do Antigo Prédio situado na rua Pedro Palácios no Centro Histórico de Vitória, foi deslocado ao edifício atual da Rua Sete de Setembro, também na mesma região histórica.
Este novo edifício do Arquivo Pùblico foi originalmente construído no início do século 20 pelo governador do estado à época Jerônimo Monteiro, para abrigar parte dos serviços de abastecimento de água e a convertedora de energia elétrica gerada pela Usina do Rio Jucu. Mais adiante, com aumento da demanda por eletricidade o governo de Florentino Avidos foi obrigado a substituir a antiga convertedora por uma usina a diesel, que recebeu o nome de Usina Jerônimo Monteiro. Em 1927 a usina foi adquirida pela Companhia Central de Força Elétrica (CCBFE), que, em 1968, tornou-se a Espírito Santo Centrais Elétricas (Escelsa). 
Em grande parte deste edifício que abriga hoje o Arquivo Público do Estado do ES funcionou a oficina de bondes da CCBFE, que fornecia energia para o sistema de transporte urbano, sendo feitos serviços de fundição, mecânica, carpintaria, ferraria e pintura dos bondes no local, até a sua desativação em 1965.

## Acervo
Compõem o acervo do APEES onze fundos permanentes do Poder Executivo ou instituições que lhe são ligadas, como secretarias específicas e o Tribunal Regional Eleitoral, além de conjuntos documentais recolhidos por fontes diversas, como doações. Estão sob a guarda do arquivo documentos como mapas, livros raros e plantas cartográficas, além de 2,5 milhões de documentos que descrevem a imigração ao Espírito Santo.

## Difusão cultural
O APEES é reconhecido como um polo de difusão cultural. Entre 2004 e 2014, foram documentadas 124 atividades nesse sentido, especialmente práticas relacionadas a efemérides e visitas mediadas.
É notada a atuação da equipe do arquivo na promoção de atividades voltadas a públicos marginalizados -- sendo o arquivo considerado "pioneiro" nesse tipo de atividades. Sobre essas atividades de difusão foi dito que "o APEES promoveu a democratização cultural por práticas que não se configuraram como atos de monopólio do governo, mas de atendimento às demandas espontâneas que incluíram grupos tradicionalmente marginalizados, como povos ciganos, indígenas e minorias sexuais".

## Identificação
O código do APEES no Conselho Nacional de Arquivos é BR ESAPEES. No Diretório Brasil de Arquivos, o identificador é ESAPEES.